# Visions of Light
Visions of Light: The Art of Cinematography è un film documentario del 1992 diretto da Arnold Glassman, Todd McCarthy e Stuart Samuels.
Il documentario, co-prodotto dall'American Film Institute, si concentra sulla figura del direttore della fotografia.

## Trama
Il film contiene sequenze di numerosi film tra cui A sangue freddo, Quarto potere e Chi ha paura di Virginia Woolf?, alternati con interviste a celebri direttori della fotografia.